# Acanthogorgia gubalensis
Acanthogorgia gubalensis är en korallart som beskrevs av Manfred Grasshoff 2000. Acanthogorgia gubalensis ingår i släktet Acanthogorgia och familjen Acanthogorgiidae.
Artens utbredningsområde är Röda havet. Inga underarter finns listade i Catalogue of Life.